# 카프레오마이신
카프레오마이신(Capreomycin)은 다른 항생제와 병용하여 결핵 치료에 사용되는 항생제이다. 특히 활성 내성결핵 치료를 위한 2차 치료제로 사용된다. 이는 정맥주사나 근육주사로 투여된다.
흔한 부작용으로는 신장 문제, 청력 문제, 균형 장애, 주사 부위 통증 등이 있다. 다른 부작용으로는 호흡 불능을 초래하는 마비가 포함된다. 스트렙토마이신이나 전정달팽이신경에 손상을 줄 수 있는 다른 약물과 함께 사용하는 것은 권장되지 않는다. 아기에게 신장 또는 청력 문제를 일으킬 수 있으므로 임신 중에는 권장되지 않는다. 카프레오마이신은 일반적으로 아미노글리코사이드 계열의 약물과 함께 분류된다. 작용 방식은 불분명하다.
카프레오마이신은 1960년 스트렙토미세스 카프레올루스에서 발견되었다. 2019년 WHO 필수 의약품 목록에서 제외되었다.

## 감수성 스펙트럼
카프레오마이신은 결핵균 감염 치료에 가장 일반적으로 사용된다. 결핵균의 성장은 2.5 μg/mL 농도에서 억제되는 것으로 밝혀졌다.

## 부작용
고빈도: 혈뇨, 소변량 또는 소변 빈도 현저히 증가 또는 감소, 식욕 부진 또는 심한 갈증 (저칼륨혈증, 신장 독성).
저빈도: 청력 상실, 이명, 보행 불안정, 현기증, 호흡곤란, 기면, 극심한 허약감 (신경근 차단, 신장 독성, 저칼륨혈증), 구역질 또는 구토.
심각한 신장 독성: 혈중 크레아티닌 증가, 혈중 요소 질소 증가, 크레아티닌 청소율 저하, 단백뇨 (이 약물 사용 중 신장 기능 및 소변 분석에 대한 정기적인 혈액 모니터링 필요).
제8뇌신경 손상. 약물을 2~4개월 사용 후 경미한 청력 손실과 같은 전정 기능 장애가 있을 수 있다.
신경근의 특정 차단 효과.
알레르기 반응을 일으킬 수 있다: 발진, 약열, 얼굴 홍조 또는 창백, 천식, 심계항진, 가슴 압박감, 복통, 아나필락시스 쇼크.

## 상호작용
아미노글리코사이드와 병용 시 이독성, 신독성 및 신경근 차단 가능성이 증가하여 일부 청력 손실을 초래하거나 청력 상실이 지속될 수 있다. 이는 일시적인 증상일 수 있지만 영구적인 경우가 많다. 신경근 차단은 골격근 약화 및 호흡 억제 또는 마비(무호흡)로 이어질 수 있다. 항콜린에스테라제 또는 칼슘염을 사용하면 이 차단을 해제할 수 있다.
암포테리신 B, 반코마이신, 바시트라신, 파로모마이신, 사이클로스포린, 카나마이신, 시스플라틴, 부메타니드, 에토리콕시브, 푸로세미드와 병용 시 이독성 및 신독성 가능성이 증가한다.
항히스타민제, 부클리진, 사이클리진, 메클리진, 페노티아진, 티오케톤, 트리메타민, 카프레오마이신과 병용 시 이명, 현기증 또는 어지럼증 및 기타 이독성 증상을 완화할 수 있다.
항신경근 차단 약물과 병용 시 항신경근 차단 약물의 골격근에 대한 효과를 길항할 수 있다 (따라서 근육 약화 방지 약물의 용량 조절이 필요하다).
에틸 황화 이소니아지드와 병용 시 부작용이 증가할 수 있다.
메톡시플루란 또는 폴리믹신 주사와 병용 시 신장 독성 또는 신경근 차단 효과가 증가할 수 있다.
오피오이드와 병용 시 중추 호흡 억제 효과가 증가하여 호흡 억제 또는 호흡 마비(무호흡)가 장기간 지속될 수 있다.

## 역사
카프레오마이신은 1960년 미국에서 생산된 항염 항생제로 1968년에 임상에 적용되었다. 1979년에 카프레오마이신은 결핵균의 성장을 억제하여 항결핵 분야에 사용되었다.